# The Company Band
The Company Band est un supergroupe de rock constitué de Neil Fallon (le chanteur/guitariste de Clutch) , James Rota (guitariste/chanteur de Fireball Ministry), Jess Margera (batteur de CKY), Dave Bone (guitariste), et Brad Davis (bassiste de Fu Manchu).

## Historique

### Formation etSign Here, Here and Here
Fondé par Margera, Rota et Bone en 2006, The Company Band s'est d'abord constitué pour jammer entre amis. Leurs premiers enregistrement sont sortis en 2008 pour leur premier EP "Sign Here, Here, And Here".

## Présent

### L'album "The Company Band"
Leur premier album est sorti le 10 novembre 2009 en téléchargement numérique, puis en CD le 17 novembre. Cet album éponyme a été enregistré à Los Angeles en 2009 par le producteur Andrew Alekel.

### "Ride the Bull"
Le 19 juillet 2011, Jess Margera a confirmé dans "Ask CKY" que The Company Band sortirait un nouvel EP intitulé "Ride The Bull" à l'automne 2011. Cela n'a cependant jamais été conclu.

### "Pros & Cons"
Il a été annoncé le 7 juin 2012 que le groupe sortirait un nouvel EP intitulé Pros & Cons le 31 juillet via Weathermarker Music.
Cet EP était disponible pour écoute dès le 30 juillet.

## Discographie
- Sign Here, Here and Here EP (2007)
- The Company Band (2009)
- It's A Confusing World/Not Fragile Digital Single (2009)
- Pros & Cons EP (2012)

## Sources
- Metal File, Chris Harris, MTV.com, August 3, 2007.
- The Company Band—Putting Finishing Touches on 'Sign Here, Here and Here' EP, Blabbermouth.net, October 15, 2007.